# Inferență cauzală
Inferența cauzală este procesul de determinare a efectului independent, real, al unui anumit fenomen care este o componentă a unui sistem mai mare. Principala diferență dintre inferența cauzală și inferența de asociere este că inferența cauzală analizează răspunsul unei variable atunci când o alta variabila considerată cauza este modificata.
Inferența cauzală este studiată pe scară largă în toate științele. În ultimele decenii au proliferat mai multe inovații în dezvoltarea și implementarea metodologiei menite să determine cauzalitatea. Inferența cauzală rămâne deosebit de dificilă acolo unde experimentarea este dificilă sau imposibilă, ceea ce este comun în majoritatea științelor.

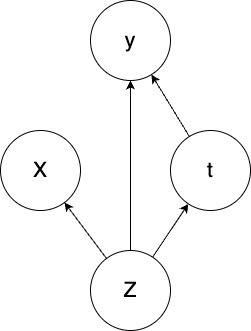
Grafic cauzal în care factorii de confuzie ascunși Z au un efect asupra variabilelor observabile X, rezultatul y și alegerea tratamentului t.

Inferența cauzală a fost, de asemenea, utilizată pentru estimarea efectului unui tratament. Presupunând un set de simptome observabile ale pacientului (X) cauzate de un set de cauze ascunse (Z) putem alege să dăm sau nu un tratament t. Rezultatul aplicării sau nu a tratamentului este estimarea efectului y. Dacă tratamentul garantează un efect pozitiv, atunci decizia dacă tratamentul e aplicat sau nu depinde în primul rând de cunoștințele experților care includ legăturile cauzale. Pentru bolile noi, este posibil ca aceste cunoștințe de specialitate să nu fie disponibile. Ca urmare, pentru a decide dacă un tratament trebuie aplicat sau nu, ne putem baza doar pe rezultatele tratamentului aplicat altor pacienți. Un autoencoder variațional modificat poate fi utilizat pentru a modela graficul cauzal descris mai sus. În timp ce scenariul de mai sus ar putea fi modelat fără utilizarea factorului de confuzie ascuns (Z), am pierde detaliul că simptomele unui pacient împreună cu alți factori influențează atât atribuirea tratamentului, cât și rezultatul.